# Heinrich Lahmann

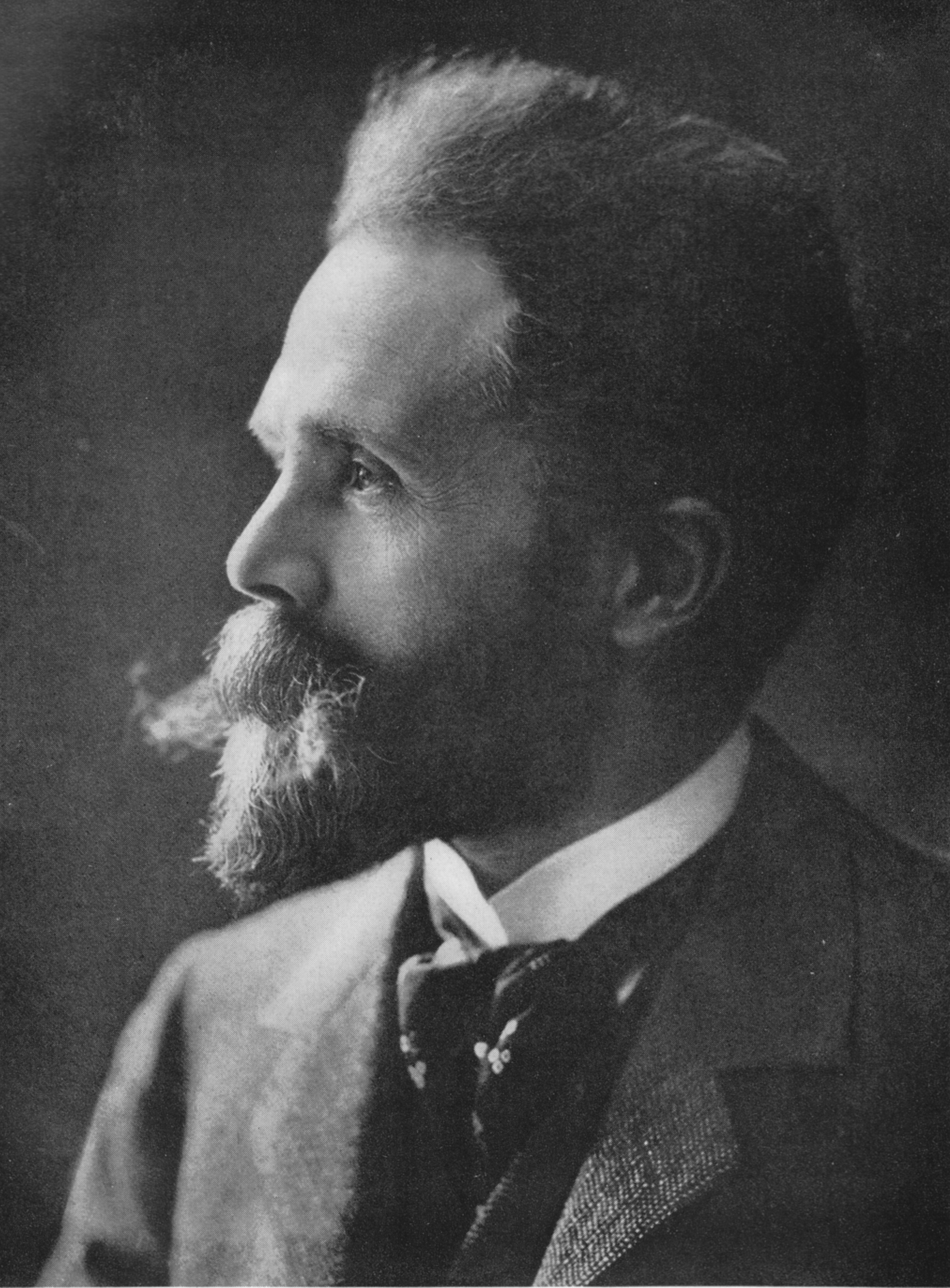
Heinrich Lahmann 1860–1905

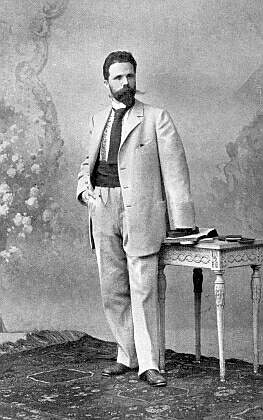
Heinrich Lahmann 1860–1905

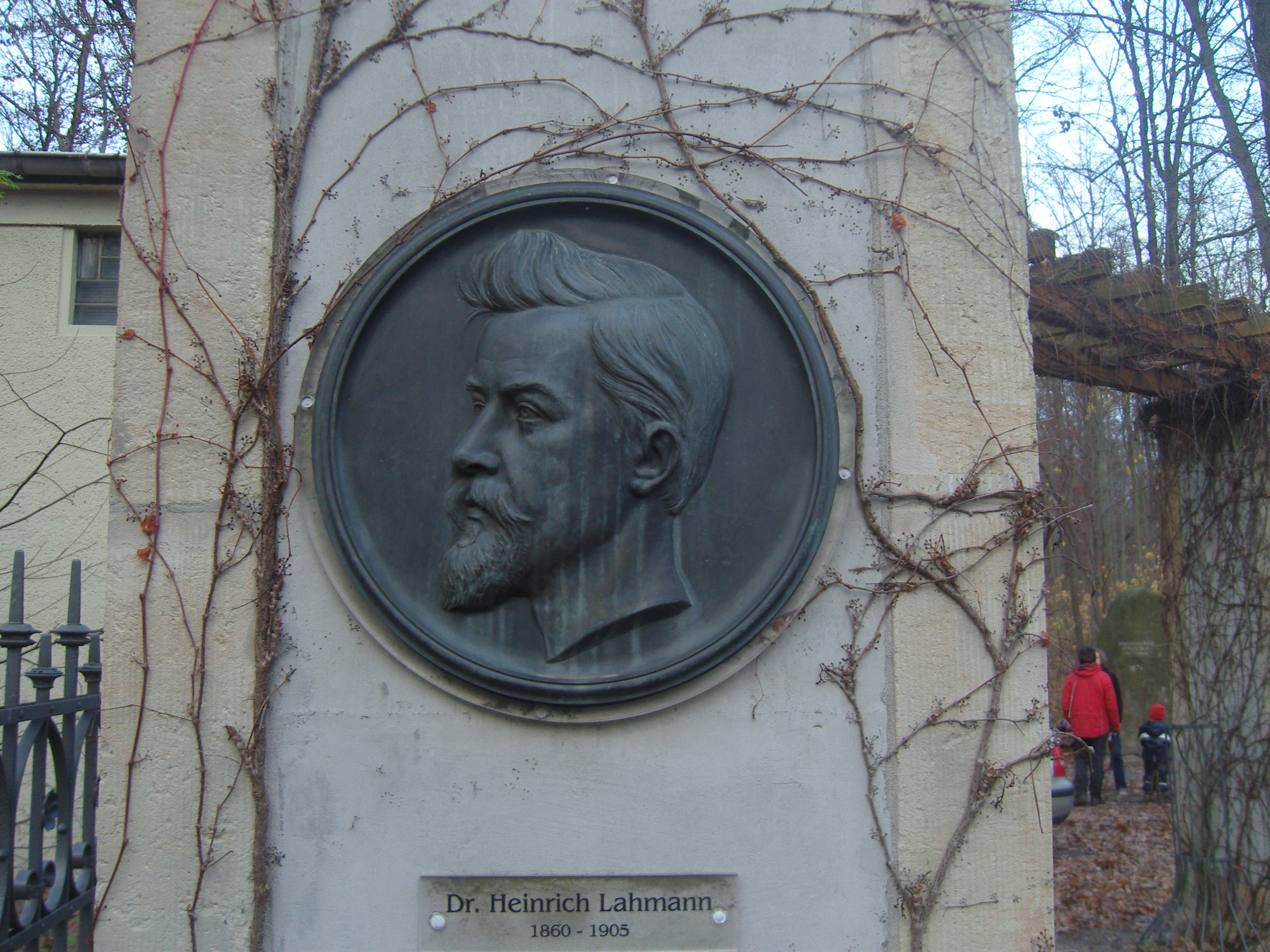
Bildnis in Dresden-Weißer Hirsch am Stechgrund

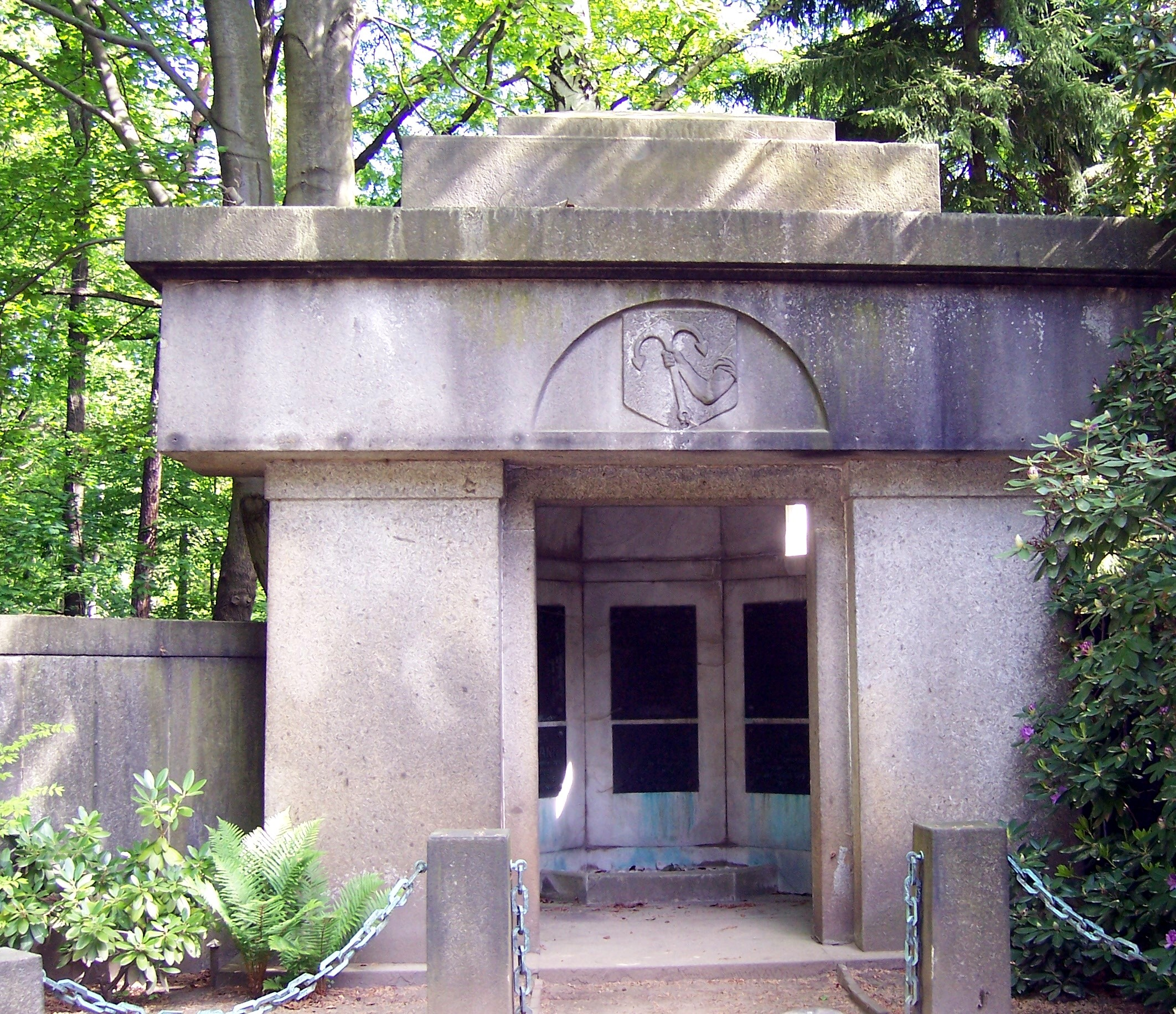
Grab Lahmanns im Familienmausoleum auf dem Waldfriedhof Weißer Hirsch

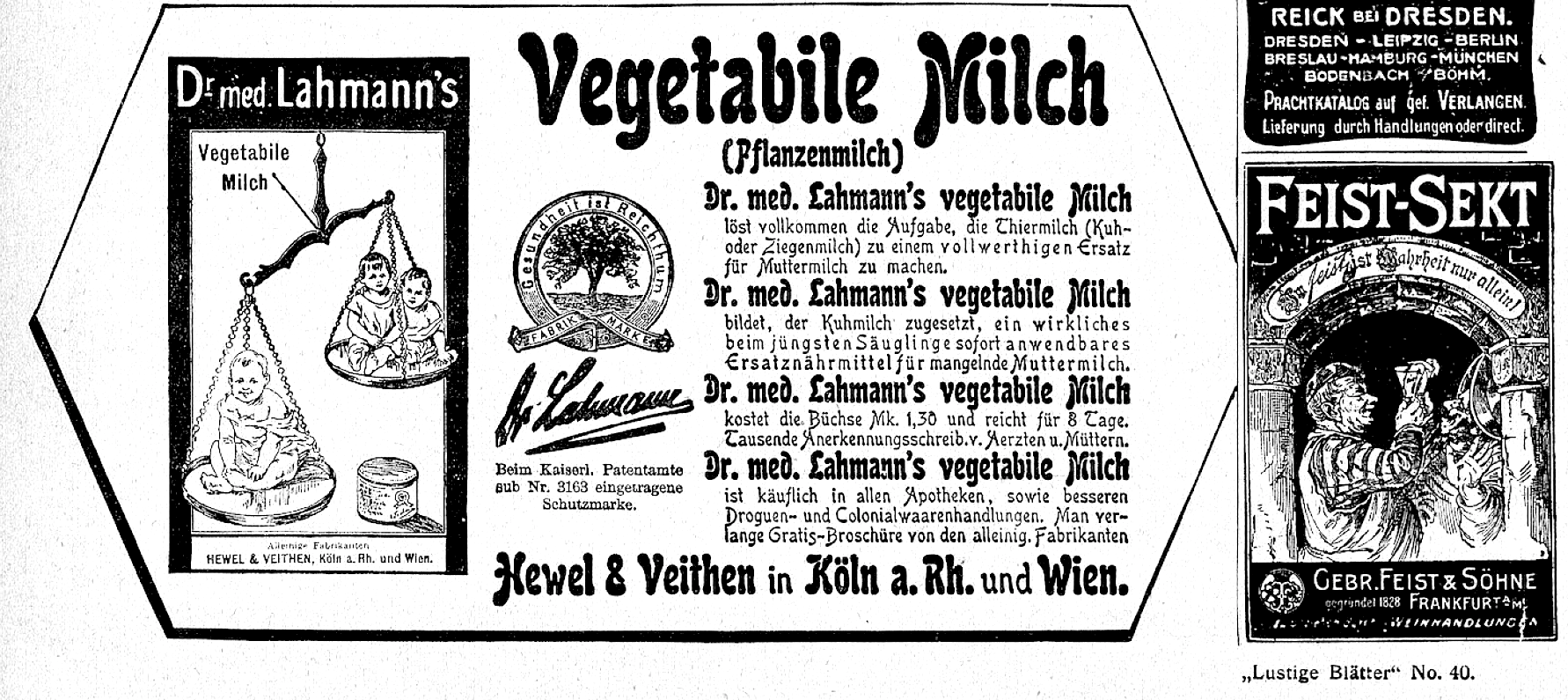
Werbeanzeige für „Lahmann’s Vegetabile Milch“ (Mandelmilch)

Johann Heinrich Lahmann (* 30. März 1860 in Bremen; † 1. Juni 1905 in Friedrichstal bei Radeberg) war ein deutscher Arzt und Naturheiler. Er stand den Gedanken der Lebensreform nahe.

## Leben
Heinrich Lahmann wurde 1860 als Sohn des selbständigen Reepschlägers und Mitglieds der Bremischen Bürgerschaft Albert Lahmann und dessen Frau Elisabeth Lahmann geb. Erichs in Bremen geboren. Sein älterer Bruder war der Jurist und Kunstsammler Johann Friedrich Lahmann (1858–1937). Nach dem Abitur studierte er erst zwei Jahre lang Technik in Hannover. 1880 wurde er dort Mitglied des Corps Hannovera. Anschließend studierte er Medizin in Greifswald, München, Leipzig und Heidelberg, wo er promoviert wurde. Zunächst ließ er sich in Stuttgart als praktischer Arzt nieder, wo er seine erste Schrift publizierte mit dem Titel Kritik der Prof. Dr. Jägerschen Wollbekleidungslehre, Seelenlehre und Heiltheorie. Darin kritisierte er die Ansichten des Mediziners Gustav Jäger, der eine Reformkleidung aus Wolle als einzig gesunde Kleidung propagierte und auch herstellen ließ. Lahmann plädierte dagegen für Baumwolle vor allem als Unterwäsche und ließ später auch solche unter dem Namen Dr. Lahmann von der Fabrik Heinzelmann in Reutlingen produzieren. 1922 gründete er das Unternehmen Lahmann Company AG (Lahco) im schweizerischen Baden AG mit dem Recht, die von ihm entwickelte Leibwäsche herzustellen. Die Firma ging 2017 in den Konkurs.
1886 bot ihm Johann von Zimmermann die Leitung seiner Naturheilanstalt in Chemnitz an. Doch zerstritten sie sich offenbar innerhalb kurzer Zeit, denn schon 1887 wechselte der Mediziner nach Dresden und eröffnete am 1. Januar 1888 im Dresdner Vorort (heute Stadtteil) Weißer Hirsch ein eigenes Sanatorium unter dem Namen „Physiatrisches Sanatorium“ im „Frida-Bad“, einer 1883 geschlossenen Kuranstalt. Zunächst arbeiteten dort nur zehn Mitarbeiter, doch behandelte er schon im ersten Jahr 385 Kurgäste. Lahmann heiratete im selben Jahr Pauline Haase (1867–1910); aus der Ehe gingen sechs Kinder hervor.

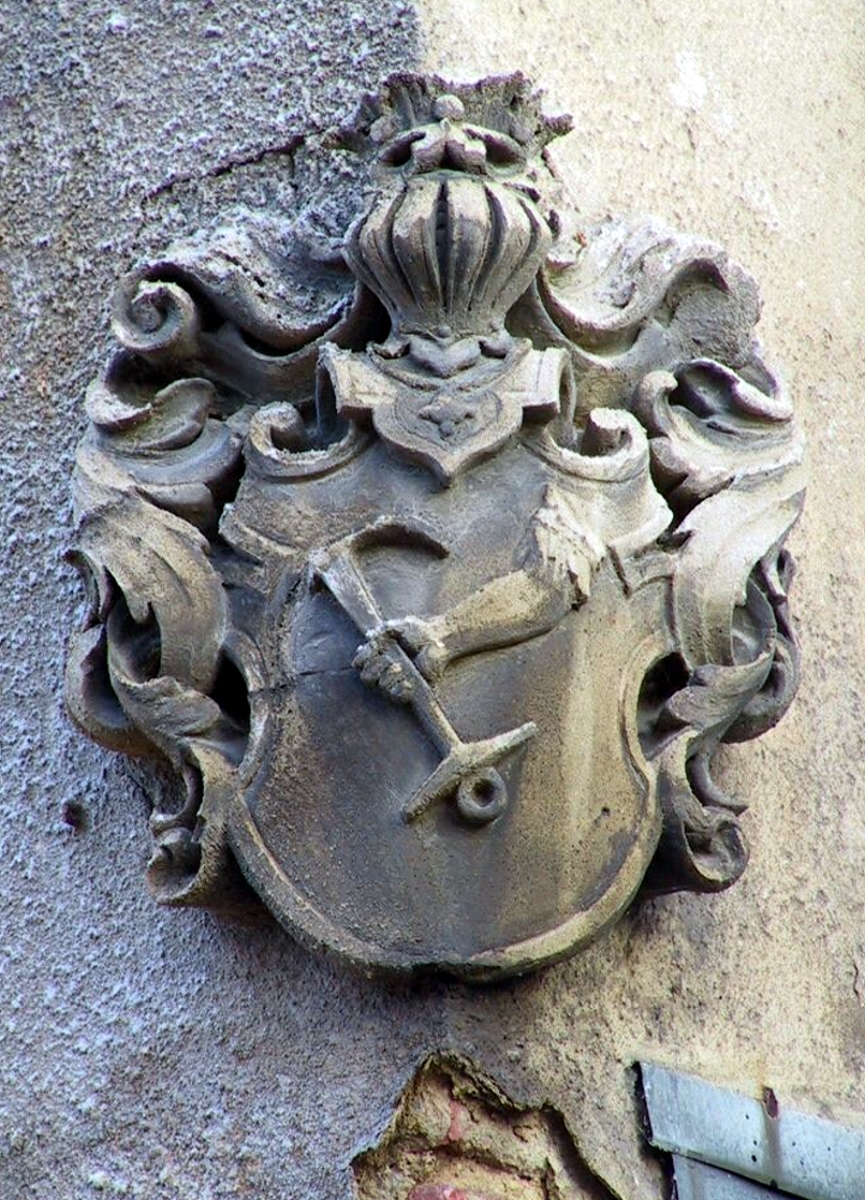
Familien-Wappen an Lahmanns Gut Friedrichstal Radeberg

1894 kaufte Heinrich Lahmann das Radeberger Gut Friedrichstal vom Vorbesitzer Alfred Pilz. Er führte es weiterhin als Landwirtschaftsbetrieb, um den herum sich eine Gutssiedlung entwickelte. Das Gut diente Lahmann neben seiner Villa im Sanatoriumsgrundstück als Zweitwohnsitz und vor allem als „Landwirtschaftlicher Betrieb von Dr. Lahmann’s Sanatorium. Weisser Hirsch bei Dresden“, er wies das Gut noch als „Vorwerk Friedrichsthal“ aus. Zur Versorgung seines Sanatoriums auf dem Weißen Hirsch ließ er hier eine große Obstplantage anlegen. An der dem Hauptzugang zum Friedrichstal zugewandten Herrenhaus-Fassade ließ Lahmann das in Stein gehauene Wappen der ursprünglich aus Bremen stammenden Familie anbringen.
Heinrich Lahmann starb 1905 in seinem Gut Friedrichstal im Alter von 45 Jahren an einer Herzmuskelentzündung als Folge einer Grippe. Er wurde auf dem Waldfriedhof Weißer Hirsch beigesetzt.

## Leistungen

### Medizinische Sicht
Lahmann hatte sich bereits während seines Studiums mit Naturheilkunde beschäftigt, unter anderem mit den Methoden von Vincenz Prießnitz und Johann Schroth. Er wandte sich ganz von der klassischen Medizin ab und strebte die Schaffung eines einheitlichen alternativen Heilsystems an, das vor allem die Hydrotherapie, die Schwedische Heilgymnastik, Luftbäder und gesunde Ernährung umfassen sollte. Medikamente lehnte er grundsätzlich ab. 1891 veröffentlichte er sein Buch mit dem Titel Die Diätetische Blutentmischung als Grundursache aller Krankheiten. Darin entwickelte er die Theorie, alle Krankheiten seien letztlich durch falsche Ernährung verursacht und folglich auch durch richtige Ernährung zu verhüten.
Er ging davon aus, dass die übliche Kost zu säurereich sei und zu wenig basische Mineralstoffe enthalte, die er „Nährsalze“ nannte. Damit war er wohl der erste, der die Bedeutung von Mineralstoffen erkannte; die Vitamine waren zu dieser Zeit noch nicht entdeckt. 1895 richtete er ein Labor ein, in dem Untersuchungen zum menschlichen Stoffwechsel durchgeführt wurden, die seine Theorien bestätigen sollten. Seine Ernährungstheorie zur „Blutentmischung“ und die Empfehlung einer „basenreichen Ernährung“ weist ihn als Mitbegründer der Basischen Ernährung aus.
Lahmann empfahl eine überwiegend vegetarische Ernährung, die vor allem aus Salat, Gemüse, Obst und Nüssen bestehen sollte, ergänzt durch Milch und Milchprodukte sowie Vollkornprodukte. Fleisch und Genussmittel sollten beschränkt bleiben. Im Laufe der Zeit entwickelte er fünf verschiedene Kostformen für seine Patienten: „Normalkost“, rein vegetarische Kost, Kost für Übergewichtige, Schonkost und Kost für Diabetiker. Der Ernährungswissenschaftler Maximilian Bircher-Benner weilte zu einem Informationsaufenthalt bei Lahmann, ehe er sein eigenes Sanatorium in Zürich eröffnete.
Lahmanns Kurkonzept basierte neben der Ernährung auf Wasseranwendungen, so genannten Luftbädern und Bewegung in der freien Natur, also Prinzipien der Abhärtung. Einige Patienten waren in „Lufthütten“ untergebracht, auch verordnete er Liegekuren im Freien. Jeden Morgen trafen sich die Patienten leicht bekleidet zur Gymnastik im Park, die Frauen im „Luftbadehemd“, die Männer in kurzen Hosen, und zwar auch im Winter. Zur Abwechslung wurde in dieser Kleidung auch gekegelt, Männer wurden auch zum Holzsägen und Sandschippen angehalten.
Seine Anwendungen selbst konnte er – trotz seiner Abneigung gegen die „Schulmedizin“ – weitgehend wissenschaftlich belegen und sind noch heute Bestandteil der Rehabilitationsmedizin.

### Sanatorium
Das Sanatorium entwickelte sich zu einer namhaften, international frequentierten Einrichtung. 1893 hatte es erstmals in einem Jahr über 1000 Patienten, im Todesjahr Lahmanns 1905 waren es knapp 4000.
Bekannte Kurgäste waren in späteren Jahren unter anderem Heinrich George, Heinz Rühmann und Johannes Heesters.
Nach Lahmanns Tod wurde das Haus von der Familie weitergeführt. Von 1920 bis 1924 war Johannes Heinrich Schultz, der das Autogene Training entwickelte, Chefarzt und wissenschaftlicher Leiter des Sanatoriums. Im Zweiten Weltkrieg diente es als Lazarett.
Von 1946 bis 1992 wurde Lahmanns Sanatorium von der Sowjetarmee genutzt und dabei die Bausubstanz extrem vernachlässigt. Bei der Rückgabe nach dem Abzug der Roten Armee befanden sich praktisch alle Gebäude in einem ruinösen Zustand. Das denkmalgeschützte Lahmann-Sanatorium stand anschließend jahrelang leer und verfiel zusehends weiter. Mehrere Investoren scheiterten mit einem Sanierungskonzept, bereits getätigte Verkäufe wurden ausnahmslos  rückabgewickelt, Sanierungskonzepte nie umgesetzt.
Anfang 2011, fast zwanzig Jahre nach Auszug der Roten Armee, wurde es schließlich an die Baywobau verkauft, die weite Teile sanierte oder zur Sanierung weiter veräußerte. Im Wesentlichen entstanden luxuriöse Eigentumswohnungen. Ein prominenter Bewohner des als Dr. Lahmann Park vermarkteten Areals ist seit April 2015 der ehemalige sächsische Ministerpräsident Stanislaw Tillich.
Mit Stand Anfang 2021 ist lediglich das ehemalige Heizhaus noch nicht saniert bzw. in der Sanierung befindlich.
Bereits jetzt erinnert aber der Dr. Lahmann Park mit seinen zahlreichen denkmalgerechten Sanierungen und Umbauten wieder an einen herausragenden und in weiten Punkten auch bahnbrechenden Arzt der Wende vom 19. zum 20. Jahrhundert.

## Veröffentlichungen
- Die wichtigsten Kapitel der natürlichen (physikalisch-diätethischen) Heilweise. 3. Auflage der „Physiatrischen Blätter“. Stuttgart 1897.
- Die Reform der Kleidung. A. Zimmer’s Verlag, 1898
- Das Luftbad als Heil- und Abhärtungsmittel. Otto Reichl Verlag, 1986 (Neuauflage der Ausgabe Stuttgart 1898) ISBN 3-87667-108-6
- Die Diätetische Blutentmischung als Grundursache der Krankheiten. Ein Beitrag zur Lehre von der Krankheitsanlage und Krankheitsverhütung. Otto Reichl Verlag, 1987 (Neudruck der 15. Auflage, Leipzig 1905) ISBN 3-87667-086-1
- Die Kohlensäurestauung in unserem Körper – die wichtigste allgemeine Krankheitsursache. Ein Beitrag zum Verständnis des Wesens innerer Krankheiten. Otto Reichl Verlag, 1986 (Neudruck der 3. Auflage, Stuttgart 1905) ISBN 3-87667-109-4